# Eje Elgh

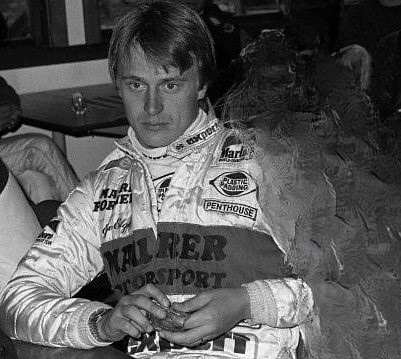
Eje Elgh 1981

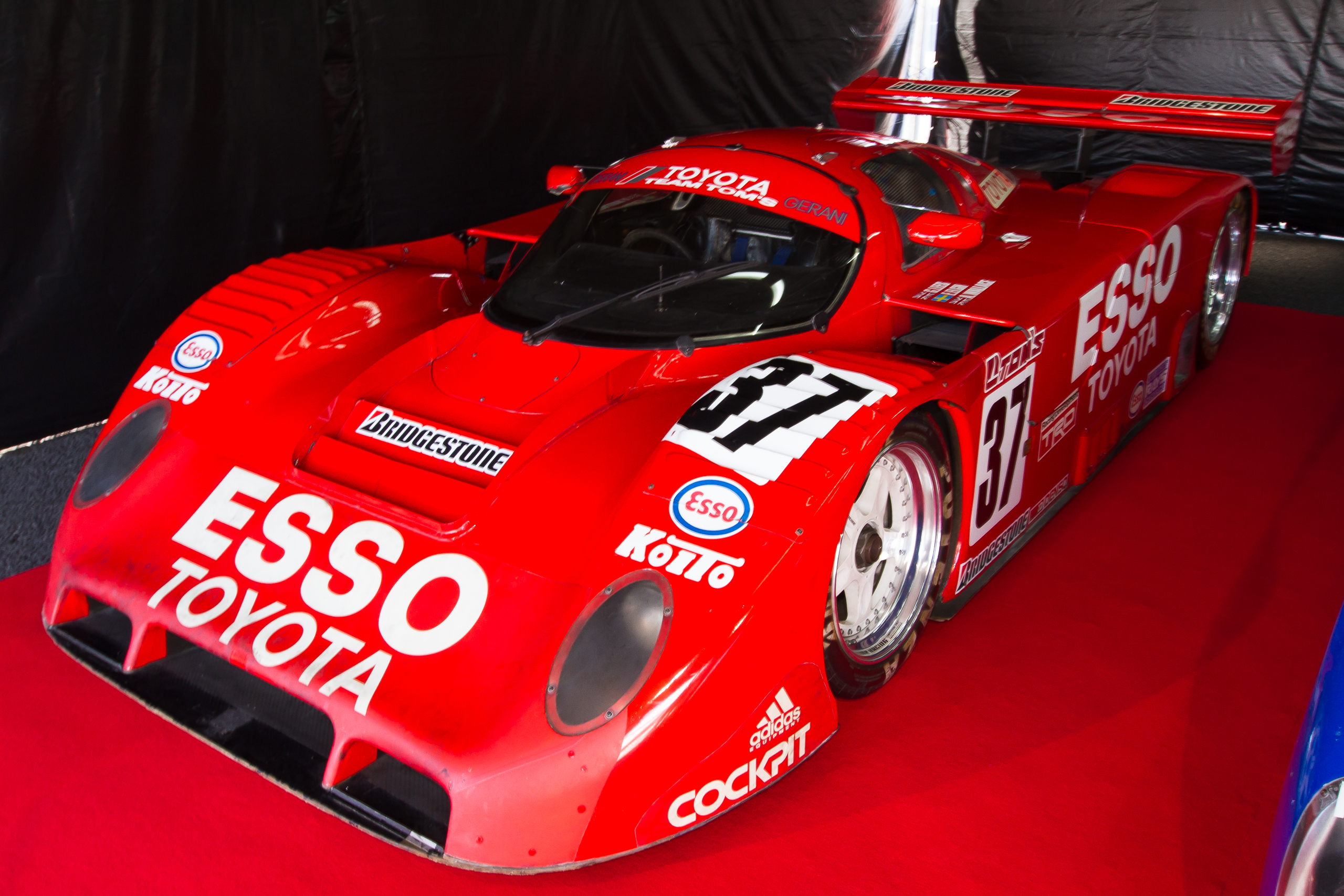
Der von Elje Egh 1991 bei Sportwagenrennen gefahrene Toyota 91C-V

Lars Eje Elgh (* 15. Juni 1953 in Karlskoga) ist ein ehemaliger schwedischer Automobilrennfahrer.

## Motorsport

### Monopostorennen
Elgh versuchte in den 1970er Jahren den klassischen Weg durch die Monoposto-Formeln von der Formel Vau Richtung Formel 1. In den späten 1970er Jahren galt er in Schweden als großes Talent und wurde von schwedischen Motorsportjournalisten bereits als Nachfolger der knapp hintereinander verstorbenen Gunnar Nilsson und Ronnie Peterson gesehen. Gemanagt wurde er in den 1970er und 1980er Jahren vom früheren Rennfahrer Torsten Palm.
Über die Formel-Super-Vau, die schwedische und die europäische, kam er 1977 in die Britische Formel-3-Meisterschaft. Nicht zuletzt deswegen, weil die meisten Formel-1-Teams ihre Fabriken in Großbritannien hatten, und wegen der großen Dichte an talentierten Fahrern galt die britische Meisterschaft als Sprungbrett in die Formel 1. Die Saison 1977 bestritt der Schwede für das Chevron Racing und wurde knapp hinter Derek Daly ex aequo mit Stephen South Zweiter in der Meisterschaft.
Nach einem ersten Rennen 1977 stieg er 1978 von der Formel 3 in die nächsthöhere Rennklasse, die Formel 2 auf und ging für das Team von Fred Opert an den Start. Opert wurde später Teammanager im ATS Racing Team. Die erste Saison – Einsatzfahrzeug war ein Chevron B42 – verlief für einen Rockie durchaus erfolgreich. In Pau wurde er mit einem Rückstand von knapp 20 Sekunden auf Bruno Giacomelli, der einen Werks-March 782 fuhr, Zweiter und beendete die Rennen in Rouen-les-Essarts und Hockenheim als Sechster. In der Schlusswertung der Meisterschaft platzierte er sich als Gesamtelfter.
1979 wechselte er zu Tiga Race Cars, die einen March 792 einsetzten und gewann am Autodromo di Pergusa sein erstes Formel-2-Rennen. Sein bestes Jahr in der Formel-2-Europameisterschaft war die Saison 1981. Schon im Jahr davor war er zu Maurer Motorsport gewechselt und hatte eine katastrophale erste Saison ohne Zielankunft erlebt. 1981 siegte er in Vallelunga, beendete die Rennen in Thruxton (hinter Teamkollegen Roberto Guerrero) und das Eifelrennen auf der Nordschleife des Nürburgrings (hinter Thierry Boutsen) als Zweiter sowie die Rennveranstaltung in Spa als Dritter. Diese Position nahm er auch in der Endwertung der Meisterschaft ein.
Trotz dieser Erfolge gelang dem Schweden der Sprung in die Formel-1-Weltmeisterschaft nicht, daher suchte er neue Herausforderungen in Asien. Bereits Anfang der 1980er-Jahre wechselten viele europäische Rennfahrer in die lukrativen japanischen Monopostoserien. Elgh fuhr dort erfolgreich in der japanischen Formel-2- und Formel-3000-Meisterschaft.

### Sportwagenrennen
Mitte der 1980er Jahre begann die Tourenwagen- und Sportwagen-Karriere des Schweden. Er wurde Werksfahrer bei Dome und fuhr 1984 Tourenwagenrennen für das Volvo-Team seines Landsmanns Robert Kvist. Gemeinsam mit Ulf Granberg wurde er Zweiter beim 500-km-Rennen von Mugello, dem zwölften Wertungslauf der Tourenwagen-Europameisterschaft 1984.
Bis zum Ende seiner Karriere 1995 war er eng mit Dome und dem Sportwagenteam von Toyota verbunden, für die er fast durchgehend engagiert war. Elgh galt als starker Entwicklungsfahrer und loyaler Teamplayer, der auch zu Zeiten bei Toyota blieb, als Erfolge weitgehend ausblieben. Sein erstes Langstreckenrennen gewann er 1985; mit Partner Geoff Lees triumphierte er beim 500-km-Rennen von Suzuka, einem Rennen der All Japan Sports Prototype Championship auf einem Dome 84C. Sein Letzter der vier Erfolge in der japanischen Sportwagen-Meisterschaft war der Gesamtsieg beim 500-km-Rennen von Sugo 1991; wieder mit Lees als Partner, diesmal im Toyota 91C-V.
Zehnmal war beim 24-Stunden-Rennen von Le Mans am Start. Sein Debüt gab er 1982; sein bestes Ergebnis erzielte er 1993 mit dem sechsten Gesamtrang.
Seit dem Ende seiner Rennkarriere arbeitet er in Schweden als TV-Kommentator.

## Statistik

### Le-Mans-Ergebnisse
| Jahr | Team                          | Fahrzeug      | Teamkollege         | Teamkollege   | Platzierung | Ausfallgrund       |
| ---- | ----------------------------- | ------------- | ------------------- | ------------- | ----------- | ------------------ |
| 1982 | March Racing Team             | March 82G     | Patrick Nève        | Jeff Wood     | Ausfall     | Elektrik           |
| 1985 | Dome Team                     | Dome 85C      | Geoff Lees          | Toshio Suzuki | Ausfall     | Kupplungsschaden   |
| 1986 | Dome Co. Ltd.                 | Dome 86C-L    | Beppe Gabbiani      | Toshio Suzuki | Ausfall     | Turboschaden       |
| 1987 | Toyota Team Tom’s             | Toyota 87C-L  | Geoff Lees          | Alan Jones    | Ausfall     | kein Benzin        |
| 1988 | Takefuji Schuppan Racing Team | Porsche 962C  | Jean-Pierre Jarier  | Brian Redman  | Rang 10     |                    |
| 1989 | Team Schuppan                 | Porsche 962C  | Gary Brabham        | Vern Schuppan | Rang 13     |                    |
| 1990 | Team Schuppan                 | Porsche TS962 | Thomas Danielsson   | Thomas Mezera | Rang 15     |                    |
| 1991 | Team Salamin Primagaz         | Porsche 962C  | Roland Ratzenberger | Will Hoy      | Ausfall     | Zylinder überhitzt |
| 1992 | Toyota Team Tom’s             | Toyota 92C-V  | Roland Ratzenberger | Eddie Irvine  | Rang 9      |                    |
| 1993 | Nisso Trust Racing Team       | Toyota 93C-V  | Steven Andskär      | George Fouché | Rang 6      |                    |

### Einzelergebnisse in der Sportwagen-Weltmeisterschaft
| Saison | Team                                     | Rennwagen               | 1   | 2   | 3   | 4   | 5   | 6   | 7   | 8   | 9   | 10  | 11  | 12  | 13  | 14  | 15  | 16  | 17  |
| ------ | ---------------------------------------- | ----------------------- | --- | --- | --- | --- | --- | --- | --- | --- | --- | --- | --- | --- | --- | --- | --- | --- | --- |
| 1978   | BMW Sweden                               | BMW320                  | DAY | SEB | MUG | TAL | DIJ | SIL | NÜR | LEM | MIS | DAY | WAT | VAL | ROD |     |     |     |     |
| 1978   | BMW Sweden                               | BMW320                  |     |     |     |     |     |     |     |     | 12  |     |     |     |     |     |     |     |     |
| 1979   | March Engineering                        | BMW M1                  | DAY | SEB | MUG | TAL | DIJ | RIV | SIL | NÜR | LEM | PER | DAY | WAT | SPA | BRH | ROA | VAL | ELS |
| 1979   | March Engineering                        | BMW M1                  |     |     |     |     |     |     |     |     |     |     |     |     | DNF |     |     |     |     |
| 1982   | March Engineering                        | March 82G               | MON | SIL | NÜR | LEM | SPA | MUG | FUJ | BRH |     |     |     |     |     |     |     |     |     |
| 1982   | March Engineering                        | March 82G               | DNF |     |     |     |     |     |     |     |     |     |     |     |     |     |     |     |     |
| 1983   | Dome Motorsport                          | Dome RC83               | MON | SIL | NÜR | LEM | SPA | FUJ | KYA |     |     |     |     |     |     |     |     |     |     |
| 1983   | Dome Motorsport                          | Dome RC83               |     |     | DNF |     |     |     |     |     |     |     |     |     |     |     |     |     |     |
| 1984   | Dome Motorsport                          | Dome 84C                | MON | SIL | LEM | NÜR | BRH | MOS | SPA | IMO | FUJ | KYA | SAN |     |     |     |     |     |     |
| 1984   | Dome Motorsport                          | Dome 84C                |     |     |     |     |     | 7   |     |     |     |     |     |     |     |     |     |     |     |
| 1985   | Dome Motorsport                          | Dome 85C                | MUG | MON | SIL | LEM | HOK | MOS | SPA | BRH | FUJ | SEL |     |     |     |     |     |     |     |
| 1985   | Dome Motorsport                          | Dome 85C                |     |     |     | DNF |     |     |     |     | 9   |     |     |     |     |     |     |     |     |
| 1986   | Dome Motorsport                          | Dome 86C                | MON | SIL | LEM | NÜN | BRH | JER | NÜR | SPA | FUJ |     |     |     |     |     |     |     |     |
| 1986   | Dome Motorsport                          | Dome 86C                |     |     | DNF |     |     |     |     |     | 28  |     |     |     |     |     |     |     |     |
| 1987   | Team Tom’s Dome Motorsport               | Toyota 87C-L Dome 87C-L | JAR | JER | MON | SIL | LEM | NÜN | BRH | NÜR | SPA | FUJ |     |     |     |     |     |     |     |
| 1987   | Team Tom’s Dome Motorsport               | Toyota 87C-L Dome 87C-L |     |     |     |     | DNF |     |     |     |     | DNF |     |     |     |     |     |     |     |
| 1988   | Schuppan Racing                          | Porsche 962             | JER | JAR | MON | SIL | LEM | BRÜ | BRH | NÜR | SPA | FUJ | SAN |     |     |     |     |     |     |
| 1988   | Schuppan Racing                          | Porsche 962             |     |     |     |     | 10  |     |     |     |     | 7   |     |     |     |     |     |     |     |
| 1989   | Team Davey                               | Porsche 962             | SUZ | DIJ | JAR | BRH | NÜR | DON | SPA | MEX |     |     |     |     |     |     |     |     |     |
| 1989   | Team Davey                               | Porsche 962             | 12  |     |     |     |     |     |     |     |     |     |     |     |     |     |     |     |     |
| 1990   | Team Davey Brun Motorsport Kremer Racing | Porsche 962             | SUZ | MON | SIL | SPA | DIJ | NÜR | DON | MOT | MEX |     |     |     |     |     |     |     |     |
| 1990   | Team Davey Brun Motorsport Kremer Racing | Porsche 962             | 9   | 12  | 9   |     |     | DNF |     |     |     |     |     |     |     |     |     |     |     |
| 1991   | Courage Compétition Team Salamin         | Porsche 962             | SUZ | MON | SIL | LEM | NÜR | MAG | MEX | AUT |     |     |     |     |     |     |     |     |     |
| 1991   | Courage Compétition Team Salamin         | Porsche 962             | 8   |     | DNF | DNF |     |     |     | DNF |     |     |     |     |     |     |     |     |     |
| 1992   | Team Tom‘s                               | Toyota 92C-V            | MON | SIL | LEM | DON | SUZ | MAG |     |     |     |     |     |     |     |     |     |     |     |
| 1992   | Team Tom‘s                               | Toyota 92C-V            | 9   |     |     |     |     |     |     |     |     |     |     |     |     |     |     |     |     |